# World Cup i handboll
World Cup i handboll var en landslagsturnering i handboll. Turneringen spelas från 1971 till 2010 för herrar och från 2005 till 2011 för damer. Herrturneringen var i stort sett alltid förlagd till Sverige, men 2006 spelades även matcher i Tyskland. Damturneringen spelades alltid i Danmark.

## Arrangörer och slutsegrare

### Herrar
| År   | Värdland         | Vinnare       | Andra plats  | Tredje plats  |
| ---- | ---------------- | ------------- | ------------ | ------------- |
| 1971 | Sverige          | Jugoslavien   | Rumänien     | Sovjetunionen |
| 1974 | Sverige          | Jugoslavien   | Polen        | Östtyskland   |
| 1979 | Sverige          | Sovjetunionen | Polen        | Östtyskland   |
| 1984 | Sverige          | Sovjetunionen | Danmark      | Jugoslavien   |
| 1988 | Sverige          | Östtyskland   | Västtyskland | Sverige       |
| 1992 | Sverige          | Sverige       | Jugoslavien  | Spanien       |
| 1996 | Sverige          | Sverige       | Ryssland     | Frankrike     |
| 1999 | Sverige          | Tyskland      | Ryssland     | Sverige       |
| 2002 | Sverige          | Frankrike     | Danmark      | Tyskland      |
| 2004 | Sverige          | Sverige       | Danmark      | Frankrike     |
| 2006 | Sverige/Tyskland | Kroatien      | Tunisien     | Sverige       |
| 2008 | inte genomförd   |               |              |               |
| 2010 | Sverige          | Danmark       | Sverige      | Island        |

### Damer
| År   | Värdland | Vinnare  | Andra plats | Tredje plats |
| ---- | -------- | -------- | ----------- | ------------ |
| 2005 | Danmark  | Norge    | Sydkorea    | Ryssland     |
| 2006 | Danmark  | Ryssland | Rumänien    | Danmark      |
| 2007 | Danmark  | Ryssland | Frankrike   | Norge        |
| 2008 | Danmark  | Norge    | Danmark     | Frankrike    |
| 2009 | Danmark  | Rumänien | Norge       | Tyskland     |
| 2010 | Danmark  | Rumänien | Norge       | Frankrike    |
| 2011 | Danmark  | Ryssland | Norge       | Frankrike    |